# Cryptopsaras couesii
Cryptopsaras couesii is een straalvinnige vissensoort uit de familie van zeeduivels (Ceratiidae). De wetenschappelijke naam van de soort is voor het eerst geldig gepubliceerd in 1883 door Gill.